# Nördlicher Weißwangen-Schopfgibbon
Der Nördliche Weißwangen-Schopfgibbon (Nomascus leucogenys) ist eine Primatenart aus der Familie der Gibbons (Hylobatidae). Ehemals wurde er noch mit dem Südlichen Weißwangen-Schopfgibbon zu einer Art als Weißwangen-Schopfgibbon zusammengefasst.

## Merkmale
Nördliche Weißwangen-Schopfgibbons erreichen eine Kopfrumpflänge von bis zu 52 cm und ein Gewicht von bis zu 6 kg. Männchen und Jungtiere sind schwarz mit weißen Wangenfeldern, die mit einem schmalen Streifen unter dem Kinn beginnen und jeweils bis zu den Ohren reichen. Erwachsene Weibchen sind blass gelb bis orangegelb gefärbt mit einem schwarzen bis braunen Scheitelfleck und einem weißen Ring um das Gesicht, der manchmal unvollständig ist. Das Haar ist lang (40 bis 70 mm) und ziemlich grob. Die Haare auf dem Kopf des Männchens sind aufgerichtet und in der Mitte verlängert, sodass sie einen hohen Haarschopf bilden.

## Verbreitung und Lebensraum

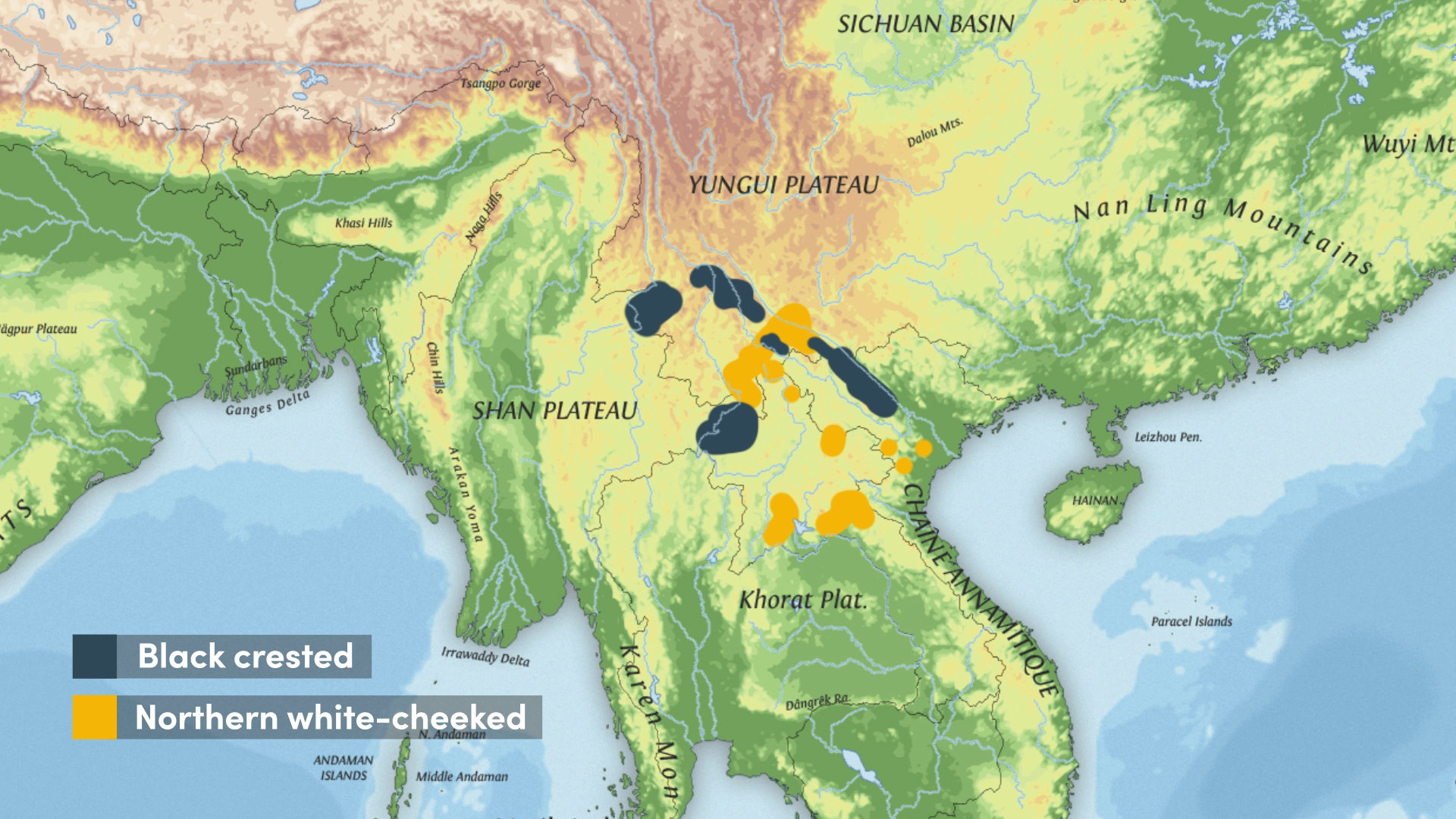
Nördlicher Weißwangen-Schopfgibbon
Westlicher Schwarzer Schopfgibbon

Nördliche Weißwangen-Schopfgibbons leben im äußersten Süden der chinesischen Provinz Yunnan sowie in den nördlichen Regionen Vietnams und Laos’. Im Norden bildet der Schwarze Fluss (Sông Đà) und im Westen der Mekong die Grenze ihres Verbreitungsgebietes.
Hohe Primär- und alte, tropische, immergrüne oder halbimmergrüne Sekundärwälder, aber auch sich in höheren Lagen befindende, gemischte Nadelwälder in Vietnam stellen den Lebensraum dar. Die Gibbonart kann in bis zu 1650 m Höhe vorkommen, bevorzugt dennoch niedrigere Lagen, kann jedoch durch die Lebensraumzerstörung fast nur noch in Gebieten über 700 m gefunden werden.

## Lebensweise

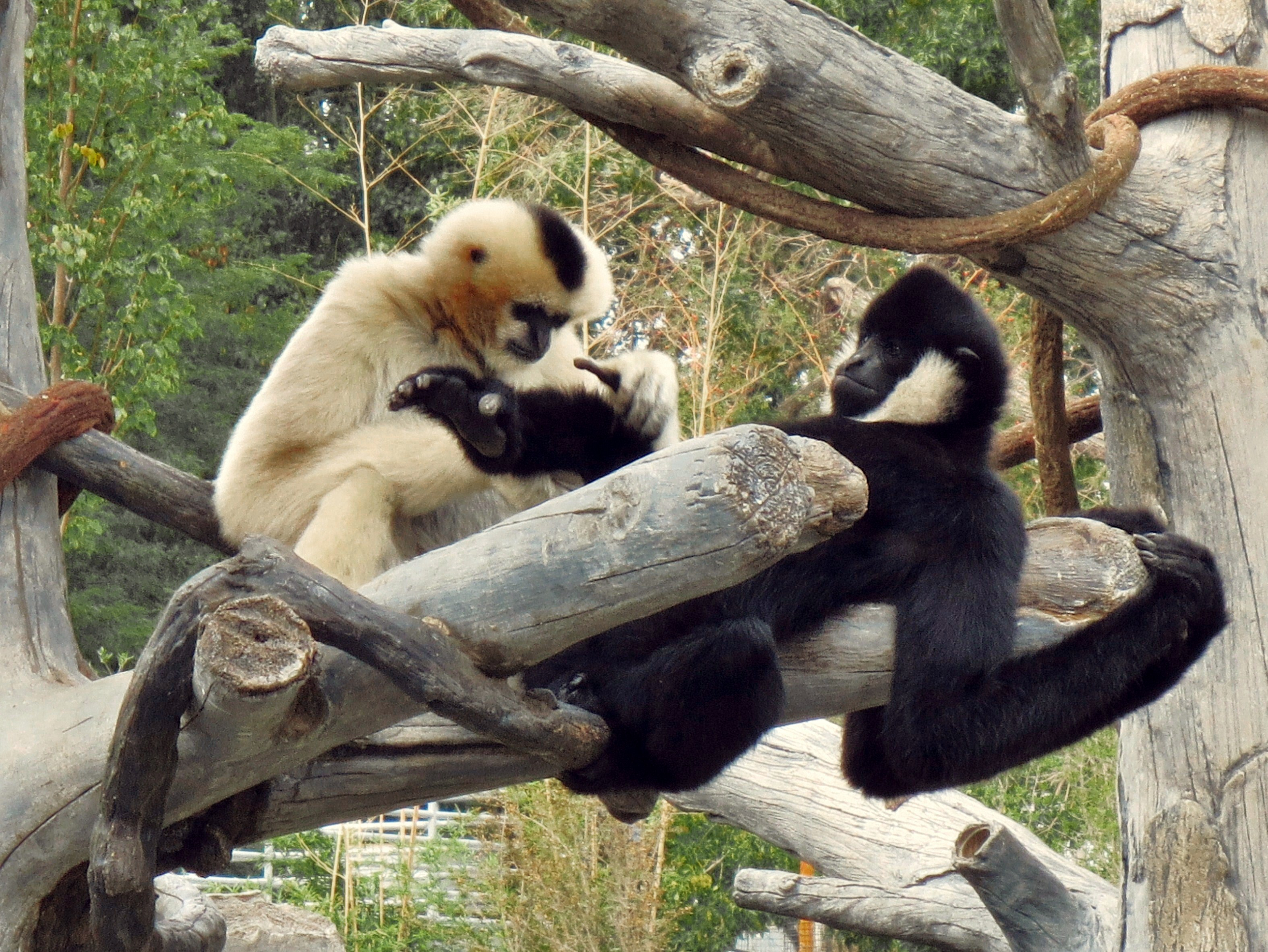
Ein Männchen (rechts) wird von einem Weibchen (links) gelaust

Der Nördliche Weißwangen-Schopfgibbon ist ein tagaktiver Baumbewohner. Die Aktivität beginnt kurz vor der Dämmerung, meist mit lauten Rufen.
Nur sehr wenig ist über das Verhalten bekannt. Die meisten Informationen kommen von einer sehr kleinen Population in China und Details über die laotischen und vietnamesischen Populationen basieren auf anekdotischen Gefangenschafts- und Feldbeobachtungen. Dennoch scheint es mit dem anderer Gibbonarten übereinzustimmen. Der Nördliche Weißwangen-Schopfgibbon ist territorial und lebt in monogamen Familiengruppen bestehend aus einem Paar und dessen Nachwuchs. Der Durchschnitt in Yunnan in China sind drei Tiere, in Vietnam laut einem Bericht drei bis fünf.
Es gibt erste Hinweise, dass der Nördliche Weißwangen-Schopfgibbon sich weniger von Früchten ernährt als die anderen Gibbonarten. Blätter (36 %) und Triebe (17 %) stellen den größten Anteil an Nahrung dar. Daneben verzehren sie auch Früchte (39 %), Blumen (4 %) und Insekten (3 %). Früchte werden wegen der hohen Verfügbarkeit in der Regenzeit am häufigsten gefressen. In der Trockenzeit ernähren sie sich hauptsächlich von Blättern und wandern größere Strecken.

## Fortpflanzung

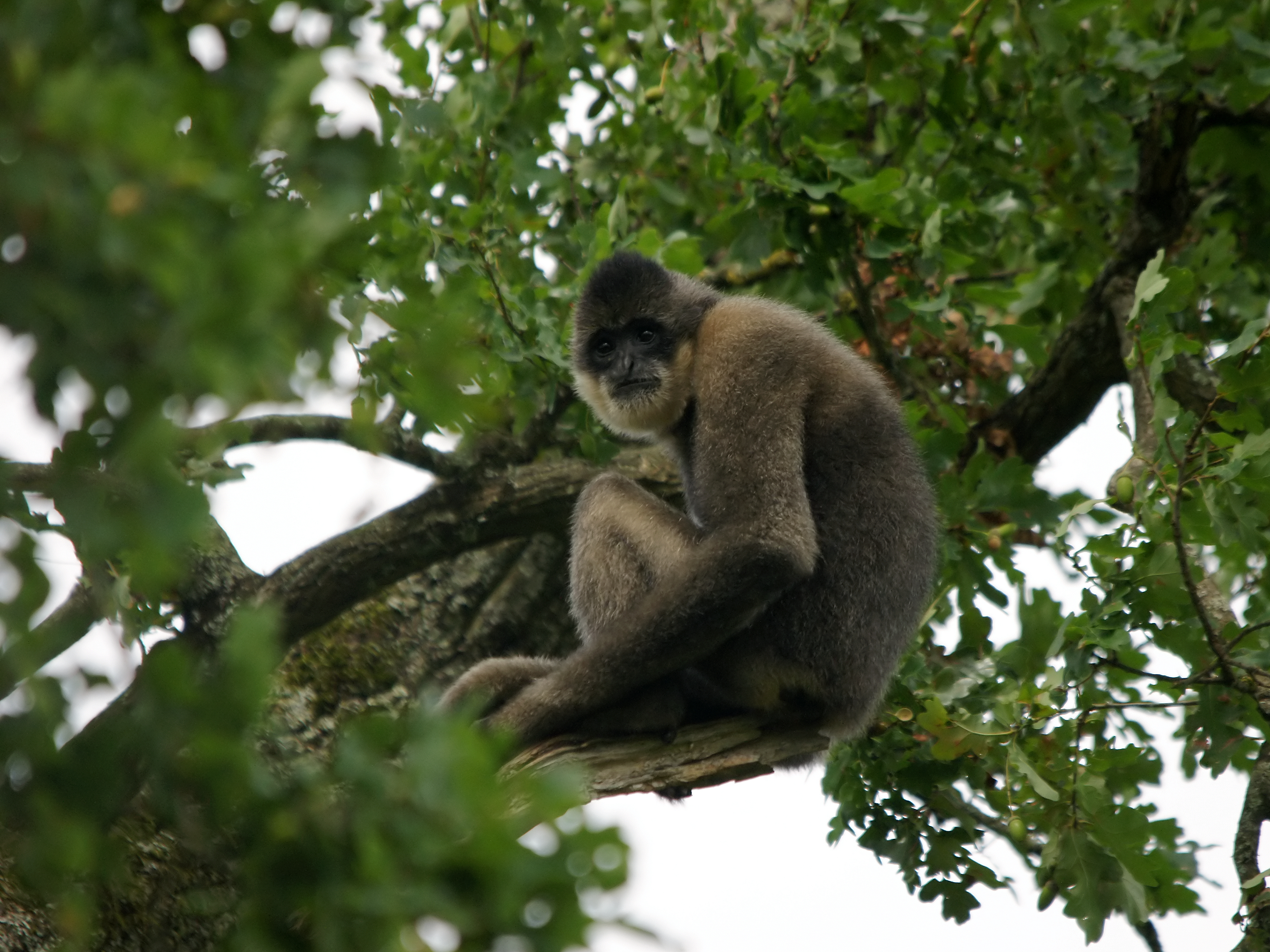
Subadulter Nördlicher Weißwangen-Schopfgibbon

Nur begrenzte Angaben zur Fortpflanzung in Gefangenschaft und in der freien Wildbahn sind verfügbar. Die Schwangerschaft beträgt 200 bis 212 Tage. Es gibt keine Beweise für eine höhere Geburtenrate in verschiedenen Jahreszeiten. Säuglinge haben weißlich-graubraunes Fell, das mit 6 bis 18 Monaten schwarz wird. Die Männchen behalten diese Färbung, während die Weibchen erst mit der Geschlechtsreife, die mit 6 bis 8 Jahren eintritt, das weibchentypische Fell bekommen. In Zoos haben Nördliche Weißwangen-Schopfgibbons jedoch schon mit 4 Jahren Junge geboren. Die Lebensdauer in freier Wildbahn ist unbekannt, in Gefangenschaft erreichen die Gibbons ein Alter von bis zu 45 Jahren.
Hybride zwischen dem Südlichen Gelbwangen-Schopfgibbon und dem Nördlichen Weißwangen-Schopfgibbon sind bekannt. Es wird sogar angenommen, dass der Südliche Weißwangen-Schopfgibbon keine eigene Art ist, sondern der natürliche Hybrid zwischen den oben genannten Arten.
Auch Hybride mit dem Westlichen Schwarzen Schopfgibbon wurden nachgewiesen. Vor allem männliche und subadulte Hybride ähnelten sehr dem Nördlichen Weißwangen-Schopfgibbon und waren anhand der Fellfarbe kaum von diesem zu unterscheiden.
Der Twycross Zoo hatte 1987 außerdem einen Hybrid mit dem Hainan-Gibbon. Sogar mit dem Weißhandgibbon (Hylobates lar) wurde über Hybride berichtet.

## Bedrohung
Der Nördliche Weißwangen-Schopfgibbon wird von der IUCN als „critically endangered“ (vom Aussterben bedroht) klassifiziert. Er ist in China, Vietnam und Laos geschützt und kommt in 16 Naturschutzgebieten vor. Populationszahlen, selbst von einzelnen Orten, fehlen. Es wird vermutet, dass in Laos die meisten Nördlichen Weißwangen-Schopfgibbons leben, da die größten Wälder in geschützten Gebieten leben. Die Population in Vietnam ist besser dokumentiert und besteht aus weniger als 300 Gruppen. Der Pu Mat-Nationalpark beherbergt wahrscheinlich die größte Population in Vietnam mit ca. 130 Gruppen. In einigen Regionen ist die Art jedoch schon ausgestorben und weitere lokale Aussterben werden vermutlich folgen. In China ist die Population drastisch gesunken. Nur noch 10 Tiere in drei Gruppen leben in zwei Reservaten, ohne Chance auf längere Zeit zu überleben, da durch die wenigen Exemplare hohe Inzuchtgefahr besteht. Jagd als Nahrungsmittel, für traditionelle, asiatische Medizin und den Haustiermarkt kombiniert mit Habitatverlust bzw. -zerstörung setzen der Art stark zu. Rodungen für Brennholz, Bauholz und Platzgewinnung für Siedlungen, Straßen und landwirtschaftliche Nutzflächen durch wachsende Bevölkerungszahlen in Vietnam, Laos und China sind ebenfalls eine große Bedrohung. Pläne für den Erhalt und Schutz dieser Art fehlen jedoch nach wie vor.